# لويس فيرغسون
لويس فيرغسون (بالإنجليزية: Lewis Ferguson)‏ هو لاعب كرة قدم بريطاني، ولد في 24 أغسطس 1999 في اسكتلندا في المملكة المتحدة. لعب مع نادي رينجرز.

## وصلات خارجية
- لويس فيرغسون على موقع الاتحاد الأوربي (الإنجليزية)
- لويس فيرغسون على موقع الاتحاد الإسكتلندي (الإنجليزية)
- لويس فيرغسون على موقع قاعدة بيانات كرة القدم.إي يو (الإنجليزية)
- لويس فيرغسون على موقع ناشيونال فوتبول تيمز (الإنجليزية)
- لويس فيرغسون على موقع Soccerbase.com (لاعب) (الإنجليزية)
- لويس فيرغسون على موقع Soccerway.com (الإنجليزية)
- لويس فيرغسون على موقع عالم كرة القدم.نت (الإنجليزية)